# Digital Rights Management
 For alternative betydninger, se DRM.
Digital Rights Management (forkortet DRM) er en række systemer udviklede af forskellige virksomheder, der benyttes til at kontrollere brugen af musik- og video-filer med. DRM kan bruges på bl.a. Windows Media Audio-filer (WMA) eller Windows Media Video-filer (WMV). Systemerne kan bruges til at begrænse f.eks. hvor mange forskellige computere filen må afspilles på eller, hvor mange gange man må brænde den til en cd. Der kan også sættes grænse på hvor længe den enkelte lydfil kan afspilles.
Oprindeligt har det kun været muligt at fjerne beskyttelsen ved at først brænde til en cd (påkrævede rettighederne til dette) og herefter rippe til MP3 (i tilfælde af musik). Men dette ændrede computerprogrammet FairUse4WM på. FairUse4WM kan dog kun fjerne DRM på Windows Media filer.

## DRM – Rigtigt eller forkert
Der er delte meninger om hvorvidt DRM er gavnligt. Bl.a. er Anti-Piratgruppen (APG) meget glade for DRM og mener, at det er den rigtige måde at kontrollere musik og film på. Hvorimod modstykket til APG: "Piratgruppen" mener det præcis modsatte.
Digital Restrictions Management er en anden udlægning af forkortelsen DRM. Betegnelsen bruges af kritikere af Digital Rights Management, der mener, at teknologien kun kan bruges til begrænsning af forbrugernes muligheder. Der er specielt rejst kritik af, at brugere af personlige computere ikke har fuld kontrol over deres computer. Free Software Foundation kalder konsekvent fænomenet Digital Restrictions Management.[kilde mangler]